# Metropolia splicko-makarska
Metropolia splicko-makarska – metropolia Kościoła rzymskokatolickiego w Chorwacji. Składa się z metropolitalnej archidiecezji splicko-makarskiej i czterech diecezji (w tym jednej w granicach Czarnogóry). Została ustanowiona 27 lipca 1969. Od 2023 godność metropolity sprawuje abp Zdenko Križić. 
W skład metropolii wchodzą:
- Diecezja dubrownicka
- Diecezja Hvar
- Diecezja Šibenik
- Diecezja kotorska (Czarnogóra)